# Rugby op de Olympische Zomerspelen 1924

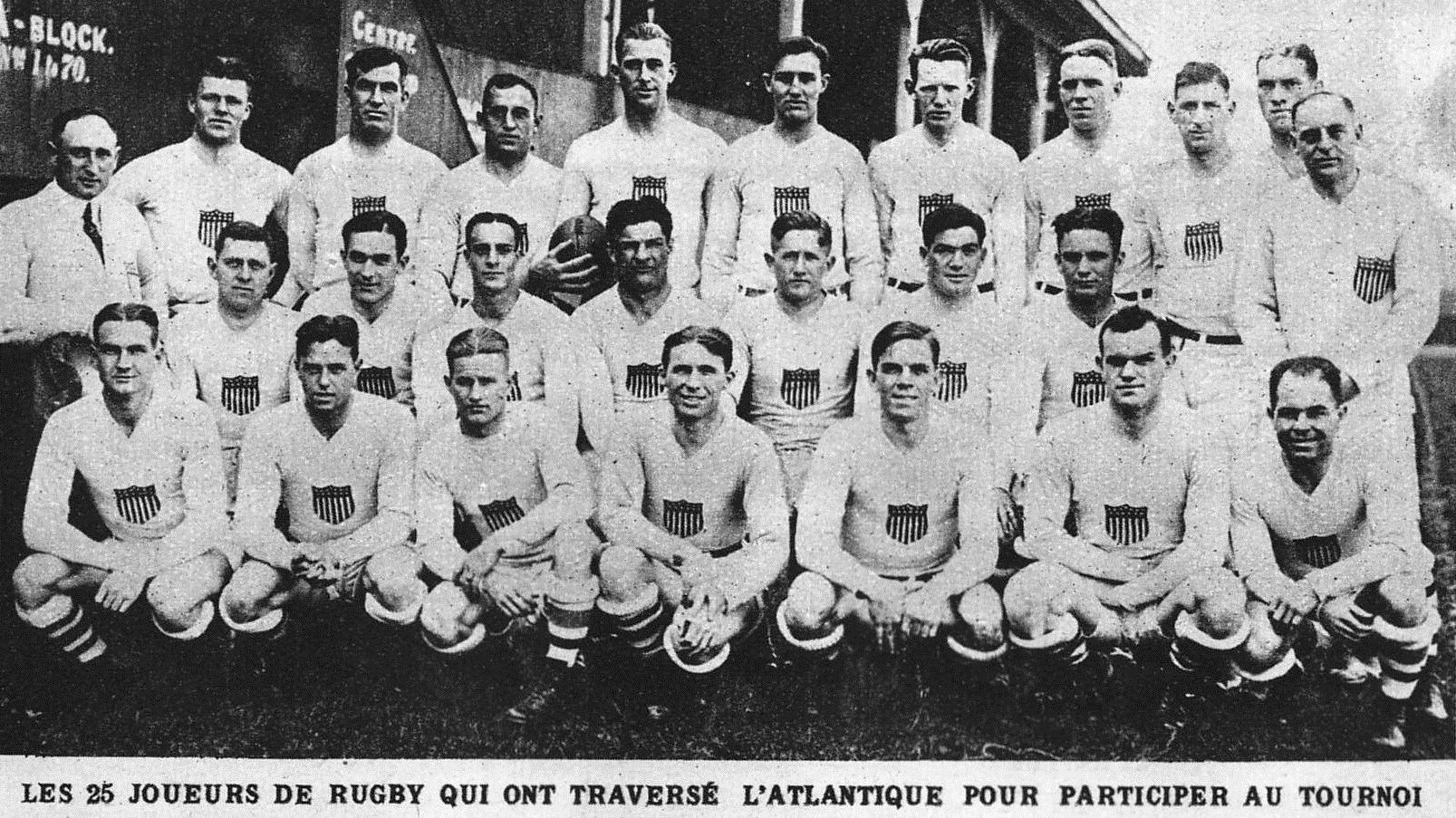
Het team van de USA, 1924.

Rugby is een van de sporten die beoefend werden tijdens de Olympische Zomerspelen 1924 in Parijs.
Aan het toernooi namen drie teams deel, Frankrijk, Roemenië en de Verenigde Staten.

## Uitslagen
| 4 mei  | Frankrijk        | - | Roemenië         | 59 - 3 |
| 11 mei | Verenigde Staten | - | Roemenië         | 39 - 0 |
| 17 mei | Frankrijk        | - | Verenigde Staten | 3 - 17 |

## Eindrangschikking
| rang   | sporters | land |
| ------ | --- | ---- |
| Goud   | Philip Clark Norman Cleaveland Dudley DeGroot Robert Devereux George Dixon Charles Doe Linn Farrish Edward Graff Richard Hyland Caesar Mannelli John O'Neil John Patrick William Rogers Rudolph Scholz Colby Slater Norman Slater Edward Turkington Alan Valentine Alan Williams                                  | USA  |
| Zilver | René Araou Jean Bayard Louis Béguet André Béhotéguy Alexandre Bioussa Étienne Bonnes François Borde Adolphe Bousquet Aimé Cassayet Clément Dupont Albert Dupouy Jean Etcheberry Henri Galau Gilbert Gerentes Raoul Got Adolphe Jauréguy Félix Lasserre Marcel-Frédéric Lubin-Lebrère Étienne Piquiral Jean Vaysse | FRA  |
| Brons  | Dumitru Armăşel Gheorghe Benţia Teodor Florian Ion Gârleşteanu Nicolae Mărăscu Teodor Marian Sorin Mihăilescu Paul Nedelcovici Iosif Nemeş Eugen Sfetescu Mircea Sfetescu Sterian Soare Anastasie Tănăsescu Mihai Vardală Paul Vidraşcu Dumitru Volvoreanu                                                        | ROU  |

Parijs 1900 · 
Londen 1908 · 
Antwerpen 1920 · 
Parijs 1924 · 
Rio de Janeiro 2016 · 
Tokio 2020 · 
Parijs 2024 · 
Los Angeles 2028 
olympische medaillewinnaars
Atletiek · Boksen · Gewichtheffen · Kanovaren (demonstratie) · Kunstwedstrijden · Moderne vijfkamp · Paardensport · Polo · Pelota (demonstratie) · Kunstwedstrijden · Roeien · Rugby · Schermen · Schietsport · Schoonspringen · Tennis · Turnen · Voetbal · Waterpolo · Wielersport · Worstelen · Zeilen · Zwemmen